# Ана (Тексас)
Ана (енгл. Anna) град је у америчкој савезној држави Тексас. По попису становништва из 2010. у њему је живело 8.249 становника.

## Демографија
Према попису становништва из 2010. у граду је живело 8.249 становника, што је 7.024 (573,4%) становника више него 2000. године.
| Група             | 2000.       | 2010.         |
| Белци             | 850 (69,4%) | 5.588 (67,7%) |
| Афроамериканци    | 11 (0,9%)   | 632 (7,7%)    |
| Азијати           | 9 (0,7%)    | 70 (0,8%)     |
| Хиспаноамериканци | 338 (27,6%) | 1.725 (20,9%) |
| Укупно            | 1.225       | 8.249         |